# Don (titel)
Don (spanska och italienska, av latinets dominus herre) är en titel som alltid sätts framför förnamnet, utan eller med tillnamnet efter detta.
I Spanien var det ursprungligen titel endast för konungar, prinsar, biskopar och den högsta adelns manliga medlemmar, senare även för alla män av de bildade klasserna. I Italien är Don också titel för präster och vissa andliga ordensbröder. 
Den motsvarande kvinnliga titlarna är Donna (italienska) och Doña (spanska).
Don är i Nordamerika genom filmer som Gudfadern även en titel för maffians familjeöverhuvud istället för capo.